# Transformada discreta de Mellin

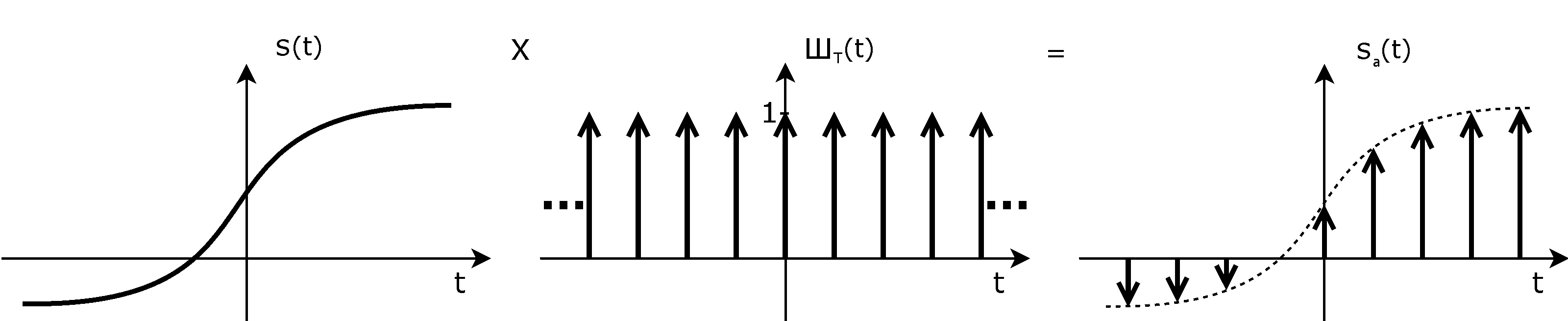
A amostragem de uma função contínua (à esquerda) por meio do pente de Dirac (centro) resulta numa função discretizada (à direita).

Em matemática a transformada discreta de Mellin é a versão discreta da transformada de Mellin. Em aplicações práticas de Física e Engenharia, em particular a análise de sinais, ela é mais útil que a versão contínua, porque se presta melhor ao processamento digital.
Uma transformada discreta se aplica a uma sequência de n valores f(k), com n e k inteiros positivos; essa sequência é normalmente obtida de um sinal contínuo, que é expresso por uma função contínua f(t), por meio de um processo de discretização adequado. Além da discretização, às vezes é também necessário limitar o suporte das funções de entrada e de saída.
A transformada discreta de Mellin é uma relação linear, expressa pela equação abaixo, entre os coeficientes fk da sequência de entrada f(k) e os coeficientes Fk da sequência de saída F(k):
{\displaystyle {\begin{matrix}F_{k}\;=\;{\frac {1}{\ln(a)}}\;\sum _{j\;=\;m}^{m+n-1}b^{n(r+1)}\cdot f_{k}\cdot e^{i2\pi jk\ln(b)}\\\\f_{k}\;=\;{\mathcal {D}}\{f(\nu )\}(b^{k})\\\\a,b,r\in {\mathcal {(}}R),\;a,b,r\;>\;0\\\\m,n\in {\mathcal {(}}N),\;m,n\;>\;0\end{matrix}}\qquad (1a)}
onde o operador {\displaystyle {\mathcal {D}}} denota o processo de discretização, que determinará também os valores adequados para a, b, r e m em função do número de amostras n e dos intervalos de definição de f(k) e de Fk.
A função definida por (1a) é periódica, com período τ = {\displaystyle {\frac {1}{ln(b)}}}. As fórmulas podem ser calculadas de forma computacionalmente econômica com auxílio de algoritmos como a transformada rápida de Fourier (FFT) ou variações desta, o que favorece o seu uso em aplicações práticas (ver exemplo abaixo).

## Conceitos

### Processo de discretização
O processo de discretização é similar àquele aplicado para se obter a transformada discreta de Fourier, uma vez que as transformadas de Mellin e de Fourier possuem muitas similaridades.
A base para a definição da transformada discreta de Mellin é a versão dual (ou "na variável β") da transformada contínua de Mellin. Na equação (2a), um pente (aritmético) de Dirac é usado para amostrar os valores da função contínua {\displaystyle {\bar {F}}(\beta )}, que é a transformada dual de f(ν):
{\displaystyle F(k)\;=\;{\frac {1}{\ln(a)}}\;\sum _{k\;=\;-\infty }^{\infty }{\bar {F}}(\beta )\cdot \delta \left(\beta \;-\;{\frac {k}{\ln(a)}}\right)\;=\;{\frac {1}{\ln(a)}}\;{\bar {F}}(\beta )\cdot comb\left(\beta \;-\;{\frac {1}{\ln(a)}}\right)\qquad (2a)}
O fator de escalamento {\displaystyle {\frac {1}{\ln(a)}}} foi introduzido por conveniência.
Como o pente aritmético de Dirac é a transformada dual de Mellin do pente geométrico de Dirac Δar, a equação (2a) pode ser escrita como
{\displaystyle F(k)\;=\;{\frac {1}{\ln(a)}}\;{\bar {F}}(\beta )\cdot comb\left(\beta \;-\;{\frac {1}{\ln(a)}}\right)\;=\;{\bar {\mathcal {F}}}\{(f(\nu )\}\cdot {\bar {\mathcal {F}}}\{\Delta _{a}^{r}(\nu )\}}

e, devido à propriedade da convolução de Mellin (ou convolução multiplicativa), podemos escrever
{\displaystyle F(k)\;=\;{\bar {\mathcal {F}}}\left\{{\frac {}{}}f(\nu )\;\lor \;\Delta _{a}^{r}(\nu )\right\}}
onde o operador ∨ denota a convolução de Mellin. Aplicando-se a transformada inversa, decorre imediatamente a propriedade
{\displaystyle f(k)\;=\;f_{d}(a,k)\;=\;{\bar {\mathcal {F}}}^{-1}\{F(k)\}\;=\;{\frac {}{}}f(\nu )\;\lor \;\Delta _{a}^{r}(\nu )\;=\;\sum _{k\;=\;-\infty }^{\infty }a^{k(r+1)}\cdot f(a^{k}\nu )\qquad (2b)}
A interpretação geométrica da equação (2b) é que a sequência f(k) é idêntica à somatória de infinitas versões da função original f(ν), cada uma sofrendo uma dilatação diferente. Por isso, f(k) é chamada a forma dilatocíclica (ing. dilatocycled form) de f(ν) com razão a. Para evitar a confusão com outras formas, a partir deste ponto essa será denotada por fd(a,k). Essa função é periódica com período τa = {\displaystyle {\frac {1}{ln(a)}}}.
A equação (2b) pode ser entendida como uma condição de existência da transformada discreta de Mellin (e da possibilidade da inversão): se o suporte da função de entrada f(ν) for o intervalo [ν1,ν2], é preciso escolher o valor de a tal que {\displaystyle a\;\geq \;{\frac {\nu _{2}}{\nu _{1}}}} para que fd(a,k) possua o mesmo suporte.
Em aplicações práticas, apenas a discretização mostrada em (2a) é insuficiente. Como é preciso trabalhar com um suporte finito, é preciso que a função F(β) seja periódica, de forma que toda a informação esteja concentrada em um intervalo [β1,β2]. Isso se consegue por meio da amostragem da função de entrada f(ν) por meio do produto invariante com o pente geométrico de Dirac:
{\displaystyle f^{g}(b,\nu )\;=\;f(\nu )\circ \Delta _{b}^{r}(\nu )\;=\;\sum _{k\;=\;-\infty }^{\infty }b^{k}\cdot f(b^{k})\cdot \delta (\nu \;-\;b^{k})\qquad (2c)}
onde fg(b, ν) é chamada a forma amostrada geometricamente (ing. geometrically sampled form) de f(ν). A transformada dual de Mellin de fg(b, ν) será
{\displaystyle {\bar {\mathcal {F}}}\{f^{g}(b,\nu )\}\;=\;{\bar {\mathcal {F}}}\{f(\nu )\circ \Delta _{b}^{r}(\nu )\}\;=\;{\bar {\mathcal {F}}}\{f(\nu )\}\;*\;{\bar {\mathcal {F}}}\{\Delta _{b}^{r}(\nu )\}\;=\;{\bar {F}}(\beta )\;*\;{\frac {1}{\ln(b)}}\;comb\left(\beta \;-\;{\frac {1}{\ln(b)}}\right)}
{\displaystyle {\bar {\mathcal {F}}}\{f^{g}(b,\nu )\}\;=\;{\frac {1}{\ln(b)}}\sum _{k\;=\;-\infty }^{\infty }{\bar {F}}(\beta )\cdot \left[\beta \;-\;{\frac {k}{\ln(b)}}\right]\qquad (2d)}
O resultado é uma função periódica com período τb = {\displaystyle {\frac {1}{ln(b)}}}. O período deve ser maior que o suporte de F(β), portanto {\displaystyle b\;<\;e^{\frac {1}{\beta _{2}-\beta _{1}}}}.
A aplicação de ambos os processos acima leva à definição da transformada discreta de Mellin, como resumido abaixo.

O processo de discretização é similar para muitas transformadas discretas. A função original (em azul, acima) e sua função transformada contínua (em vermelho, abaixo) aparecem à esquerda; fazendo-se a função original periódica, a transformada torna-se uma sequência de valores discretos (segundo grupo); amostrando-se a função original, a transformada torna-se periódica (terceiro grupo); aplicando-se ambos os processos, obtém-se um par de funções discretas e periódicas (à direita).

#### Resumo
A transformada discreta de Mellin de uma sequência de valores f(k) é dada pela expressão (2e), que é uma combinação de (2a) e (2d). A sequência f(k) é obtida de uma função contínua f(ν) por meio dos processos sucessivos de dilatação cíclica e de amostragem geométrica, denotados pelo operador {\displaystyle {\mathcal {D}}} e descritos pelas equações (2b) e (2c), com parâmetros a e b que devem ser escolhidos de acordo com a extensão do suporte das funções f(ν) e sua transformada dual de Mellin. Além disso, faz-se a = bn, onde n é o número de amostras a ser trabalhado, para assegurar a periodicidade do resultado; com isso, o período resultante é τb = {\displaystyle {\frac {1}{ln(b)}}\;=\;{\frac {n}{ln(a)}}}, isto é, um múltiplo de τa.
{\displaystyle {\begin{matrix}f(k)\;=\;{\mathcal {D}}\{f(\nu )\}\;=\;f_{d}^{g}(a,b,k)\\\\F(k)\;=\;\sum _{k\;=\;-\infty }^{\infty }F_{k}\cdot \delta \left(\beta \;-\;{\frac {k}{n\ln(b)}}\right)\\\\F_{k}\;=\;{\frac {1}{n\cdot \ln ^{2}(b)}}\sum _{j\;=\;-\infty }^{\infty }{\bar {F}}\left({\frac {k\;-\;jn}{n\ln(b)}}\right)\end{matrix}}\qquad (2e)}

### Fórmulas para as transformadas direta e inversa
A equação (2e) expressa os coeficientes Fk em função da versão contínua da transformada. Uma fórmula em função dos coeficientes fk da sequência de entrada é obtida a partir da fórmula de definição da transformada dual de Mellin
{\displaystyle {\bar {\mathcal {M}}}\{f(\nu )\}\;=\;\int _{0}^{\infty }f(\nu )\cdot \nu ^{r+i2\pi \beta }\;d\nu \qquad |\;r\;>\;0}

que deve produzir o mesmo resultado de (2e). Isso resulta em
{\displaystyle {\bar {F}}(\beta )\;=\;\sum _{k\;=\;-\infty }^{\infty }b^{n(r+1)}\cdot f_{d}^{g}(b^{k})\cdot e^{i2\pi k\beta \ln(b)}\qquad (2f)}
que é uma função periódica com período {\displaystyle {\frac {1}{ln(b)}}} = τb. Por inspeção, obtemos
{\displaystyle \alpha _{k}\;=\;b^{n(r+1)}\cdot f_{d}^{g}(b^{k})\qquad (2g)}

que são os coeficientes da expansão em séries de Fourier de  {\displaystyle {\bar {F}}(\beta )}. Isso permite o cálculo da fórmula (1a) pelas técnicas usuais relacionadas a essas séries, e também da transformada inversa
{\displaystyle {\begin{matrix}f_{k}\;=\;{\frac {1}{n}}\;\sum _{j\;=\;l}^{l+n-1}b^{-n(r+1)}\cdot F_{k}\cdot e^{-i2\pi jk\ln(b)}\\\\f_{k}\;=\;{\mathcal {D}}\{f(\nu )\}(b^{k})\\\\b,r\in {\mathcal {(}}R),\;b,r\;>\;0\\\\l,n\in {\mathcal {(}}N),\;l,n\;>\;0\end{matrix}}\qquad (1b)}
onde l = β1· ln(a).

## Exemplos de aplicação

### Cálculo de transformada de wavelet
A transformada de wavelet de uma função real f(t) é dada por
{\displaystyle W(a,b)\;=\;{\frac {1}{\sqrt {|a|}}}\int _{-\infty }^{\infty }f(t)\cdot \psi ^{*}\left({\frac {t\;-\;b}{a}}\right)\;dt\qquad (3a)}

onde o símbolo * indica o conjugado complexo e a função φ(t) é a chamada "wavelet-mãe". A versão discreta será representada pela mesma equação, por simplicidade. O material que se segue aplica-se às versões discretas das transformadas, apesar de estar sendo usada a notação correspondente às versões contínuas.
Não se conhece algoritmo de baixa complexidade computacional para o cálculo da equação (3a), devido à multiplicidade de formas que a wavelet pode assumir.
Mediante a aplicação do teorema de Parseval para a transformada de Fourier, podemos reescrever a equação no domínio da frequência como
{\displaystyle W(a,b)\;=\;{\frac {1}{\sqrt {|a|}}}\cdot {\frac {1}{2\pi }}\;\int _{-\infty }^{\infty }{\mathcal {F}}\{f(t)\}\cdot {\mathcal {F}}\left\{\psi \left({\frac {t\;-\;b}{a}}\right)\right\}^{*}\;d\omega }

Aplicando as conhecidas propriedades de escalamento e deslocamento, temos
{\displaystyle W(a,b)\;=\;{\frac {1}{\sqrt {|a|}}}\cdot {\frac {1}{2\pi }}\;\int _{-\infty }^{\infty }F(\omega )\cdot \left[{\frac {}{}}|a|\;\Psi (a\omega )\cdot e^{-i2\pi b\omega }\right]^{*}\;d\omega }

onde F(ω) e Φ(ω) são as transformadas de f(t) e φ(t), respectivamente. Como a função f(t) é real, vale a propriedade adicional F(-ω) = F*(-ω) e podemos escrever
{\displaystyle W(a,b)\;=\;{\frac {\sqrt {|a|}}{2\pi }}\left(\int _{-\infty }^{0}F(\omega )\cdot \Psi ^{*}(a\omega )\cdot e^{i2\pi b\omega }\;d\omega \;+\;\int _{0}^{\infty }F(\omega )\cdot \Psi ^{*}(a\omega )\cdot e^{i2\pi b\omega }\;d\omega \right)}
{\displaystyle W(a,b)\;=\;{\frac {\sqrt {|a|}}{2\pi }}\left(-\;\int _{\infty }^{0}F(-u)\cdot \Psi ^{*}(-au)\cdot e^{-i2\pi bu}\;du\;+\;\int _{0}^{\infty }F(\omega )\cdot \Psi ^{*}(a\omega )\cdot e^{i2\pi b\omega }\;d\omega \right)\qquad |\;u\;=\;-\omega }
{\displaystyle W(a,b)\;=\;{\frac {\sqrt {|a|}}{2\pi }}\left(\int _{0}^{\infty }F^{*}(u)\cdot \Psi (au)\cdot e^{-i2\pi bu}\;du\;+\;\int _{0}^{\infty }F(\omega )\cdot \Psi ^{*}(a\omega )\cdot e^{i2\pi b\omega }\;d\omega \right)}
{\displaystyle W(a,b)\;=\;{\frac {\sqrt {|a|}}{2\pi }}\left(\int _{0}^{\infty }\left[{\frac {}{}}F(u)\cdot \Psi ^{*}(au)\cdot e^{i2\pi bu}\right]^{*}\;du\;+\;\int _{0}^{\infty }\left[F(\omega )\cdot {\frac {}{}}\Psi ^{*}(a\omega )\cdot e^{i2\pi b\omega }\right]\;d\omega \right)}
{\displaystyle W(a,b)\;=\;{\frac {\sqrt {|a|}}{2\pi }}\cdot 2\Re \left\{\int _{0}^{\infty }F(\omega )\cdot \Psi ^{*}(a\omega )\cdot e^{i2\pi b\omega }\;d\omega \right\}\qquad (3b)}

O cálculo da equação (3b) é dificultado pela presença da dilatação em Ψ(aω). O emprego de algoritmos como a FFT nesse caso usualmente requer oversampling e interpolações.
Aplicando a (3b) a versão do teorema de Parseval para a transformada dual de Mellin, com r = -½, temos
{\displaystyle W(a,b)\;=\;{\frac {\sqrt {|a|}}{\pi }}\cdot \Re \left\{\int _{0}^{\infty }\left[F(\omega )\cdot e^{i2\pi b\omega }\right]\cdot \Psi ^{*}(a\omega )\cdot \omega ^{2r+1}\;d\omega \right\}\qquad |\;r\;=\;-{\frac {1}{2}}}
{\displaystyle W(a,b)\;=\;{\frac {\sqrt {|a|}}{\pi }}\cdot \Re \left\{\int _{-\infty }^{\infty }{\bar {\mathcal {M}}}\left\{{\frac {}{}}F(\omega )\cdot e^{i2\pi b\omega }\right\}\cdot {\bar {\mathcal {M}}}\left\{{\frac {}{}}\Psi ^{*}(a\omega )\right\}\;d\beta \right\}}

Considerando a > 0, que é a situação usual, e aplicando a propriedade do escalamento, teremos finalmente
{\displaystyle W(a,b)\;=\;{\frac {1}{\pi }}\cdot \Re \left\{\int _{-\infty }^{\infty }{\bar {\mathcal {M}}}\left\{{\frac {}{}}F(\omega )\cdot e^{i2\pi b\omega }\right\}\cdot {\bar {\mathcal {M}}}\left\{{\frac {}{}}a^{r}\cdot \Psi ^{*}(a\omega )\right\}\;d\beta \right\}}
{\displaystyle W(a,b)\;=\;{\frac {1}{\pi }}\cdot \Re \left\{\int _{-\infty }^{\infty }{\bar {\mathcal {M}}}\left\{{\frac {}{}}F(\omega )\cdot e^{i2\pi b\omega }\right\}\cdot a^{i2\pi \beta }\cdot {\bar {\mathcal {M}}}\left\{{\frac {}{}}\Psi ^{*}(\omega )\right\}\;d\beta \right\}\qquad (3c)}

A equação (3c) não apresenta mais a dilatação e pode ser calculada por meio de algoritmos rápidos para cálculo das transformadas de Fourier e de Mellin. A complexidade computacional é igual a (2m+1) vezes a complexidade da FFT para um número de amostras igual a 2n, onde n e m são as dimensões da grade de discretização das variáveis a e b..